# Pavetta ruwenzoriensis
Pavetta ruwenzoriensis là một loài thực vật có hoa trong họ Thiến thảo. Loài này được S.Moore mô tả khoa học đầu tiên năm 1908.